# یاری رانتانن
یاری رانتانن (انگلیسی: Jari Rantanen؛ زادهٔ ۳۱ دسامبر ۱۹۶۱) بازیکن فوتبال اهل فنلاند است.
از باشگاه‌هایی که در آن بازی کرده‌است می‌توان به باشگاه فوتبال لستر سیتی، باشگاه فوتبال گوتبورگ، باشگاه فوتبال هلسینکی،اشاره کرد.
وی همچنین در تیم ملی فوتبال فنلاند بازی کرده‌است.